# 埃尔巴斯河畔圣多纳
埃尔巴斯河畔圣多纳（法語：Saint-Donat-sur-l'Herbasse，法語發音：[sɛ̃ dɔna syʁ lɛʁbas]）是法国德龙省的一个市镇，位于该省北部，属于瓦朗斯区。

## 地理
埃尔巴斯河畔圣多纳（45°7'23"N, 4°58'58"E）面积19.52 平方千米，位于法国奥弗涅-罗讷-阿尔卑斯大区德龙省，该省份为法国东南部内陆省份，北起顺时针与伊泽尔省、上阿尔卑斯省、上普罗旺斯阿尔卑斯省、沃克吕兹省和阿尔代什省接壤。
与埃尔巴斯河畔圣多纳接壤的市镇（或旧市镇、城区）包括：布朗、埃尔巴斯河畔沙尔姆、克莱里约、马尔热斯、马尔萨、佩兰、拉蒂耶尔、圣巴尔杜。

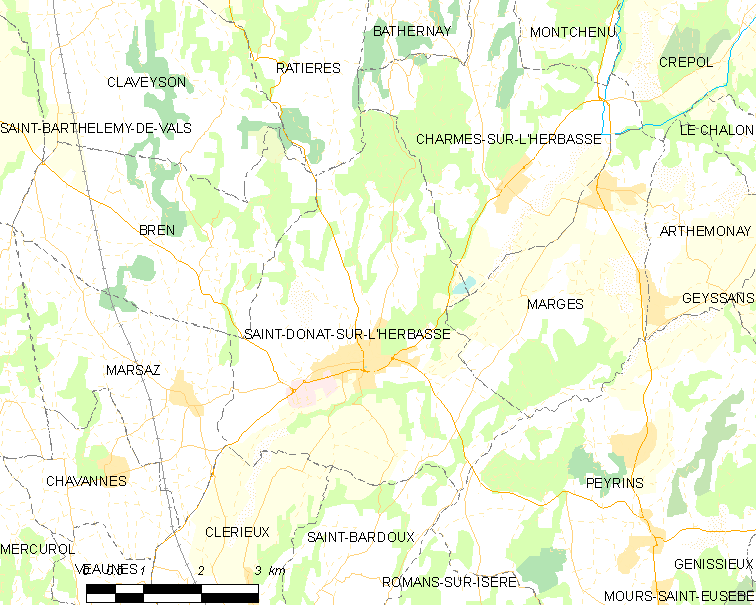
埃尔巴斯河畔圣多纳的OSM定位图

埃尔巴斯河畔圣多纳的时区为UTC+01:00、UTC+02:00（夏令时）。

## 行政
埃尔巴斯河畔圣多纳的邮政编码为26260，INSEE市镇编码为26301。

## 政治
埃尔巴斯河畔圣多纳所属的省级选区为丘陵德龙县。

## 人口

1962-2008年间埃尔巴斯河畔圣多纳人口变化图示

埃尔巴斯河畔圣多纳于2022年1月1日时的人口数量为4224人。

## 友好城市
- 義大利 乌尔克斯（1988年）
- 德国 奥托博伊伦（1994年）